# Conus tornatus
Conus tornatus är en snäckart som beskrevs av Sowerby 1933. Conus tornatus ingår i släktet Conus och familjen kägelsnäckor. Inga underarter finns listade i Catalogue of Life.